# Lycophotia velum
Lycophotia velum är en fjärilsart som beskrevs av Ernst Friedrich Germar 1842. Lycophotia velum ingår i släktet Lycophotia och familjen nattflyn. Inga underarter finns listade i Catalogue of Life.